# ハステ
ハステ（ドイツ語: Haste）は、ドイツ連邦共和国ニーダーザクセン州シャウムブルク郡ザムトゲマインデ・ネンドルフに属す町村（以下、本項では便宜上「町」と記述する）である。この町は、ヴンストルフとバート・ネンドルフの2つの市の間に位置している。自治体ハステは、地区集落ハステとヴィルヘルムスドルフからなる。

## 地理

### 位置
ハステは、シャウムブルク郡の北端、ミッテルラント運河とハステの森の南に位置する。ここをいくつもの主要幹線が通っている。しかし町は農業を主とする環境にある。町内をハスター・バッハ川が流れている。

## 歴史
最初の文献上の記録は1612年、ホーンホルストのルター派教会の土地台帳に記されている。当時この集落は「アウフ・デア・ハステ」と呼ばれており、教会町ホーンホルストの支配下にあった。
1847年のミンデンまでの鉄道延長、1872年のハノーファーまでのダイスター鉄道開通、1916年のミッテルラント運河開通、1929年のアウトバーンA2号線開通によっても、ハステは近隣のヴンストルフやバート・ネンドルフの求心力により、ほとんど利益を得ることがなかった。この町ではこうした交通幹線の長所と短所が均衡を保っているようだ。とはいえ、美しい風景と州都ハノーファーに近いという利点から多くの新興住宅地が建設されつつある。

## 行政

### 議会
この町の議会は13議席からなる。

### 首長
町長はジグマー・ザントマン（SPD）である。

### 紋章
図柄: ハステの紋章には黒いノロジカとシャウムブルクのイラクサの葉が描かれている。

## 文化と見所

### 自然文化財
- ハステの森には黒い野生のノロジカが棲息しており、これはハステの紋章にも描かれている。
- 旧営林署の前には、ダイスター＝ジュンテル地方で2番目に大きなジュンテルブーヒェ（ブナの仲間）がある。

## 経済と社会資本

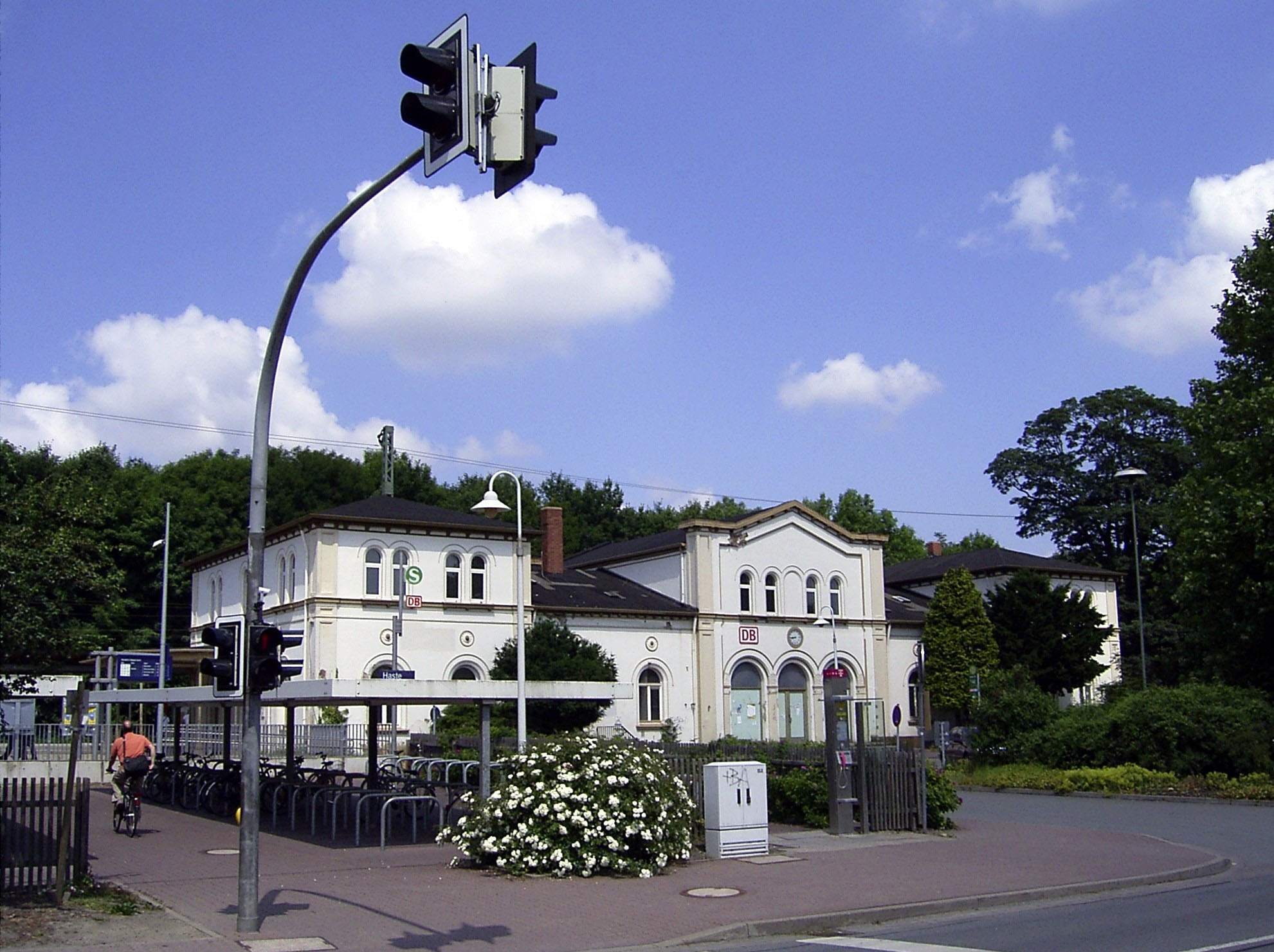
ハステ駅

### 交通
ハステは、鉄道の分岐点である。ハステの駅には1時間間隔で、ハノーファー - ブラウンシュヴァイク行きやミンデン - レーネ行きのレギオナルエクスプレスの列車が発着する。さらに2時間ごとにビーレフェルト行きやオスナブリュック - ライネ行きも運行している。SバーンではS1線（ミンデン - ヴンストルフ - ハノーファー）とS1/S2号線（ハステ - バート・ネンドルフ - ハノーファー - ミンデン / ニーンブルク）が乗り入れている。
連邦道B442号線が町内を通っている。アウトバーンA2号線のヴンストルフ＝コーレンフェルト・インターチェンジまで自動車で5分で行くことができる。

## 引用
1. ↑  Landesamt für Statistik Niedersachsen, LSN-Online Regionaldatenbank, Tabelle A100001G: Fortschreibung des Bevölkerungsstandes, Stand 31. Dezember 2023